# Shikokuchūō, Ehime
Shikokuchūō (四国中央市 Shikokuchūō-shi) là một thành phố thuộc tỉnh Ehime, Nhật Bản.